# 拉默河 (因納斯特河支流)
52°5′55.1″N 10°1′59.8″E / 52.098639°N 10.033278°E

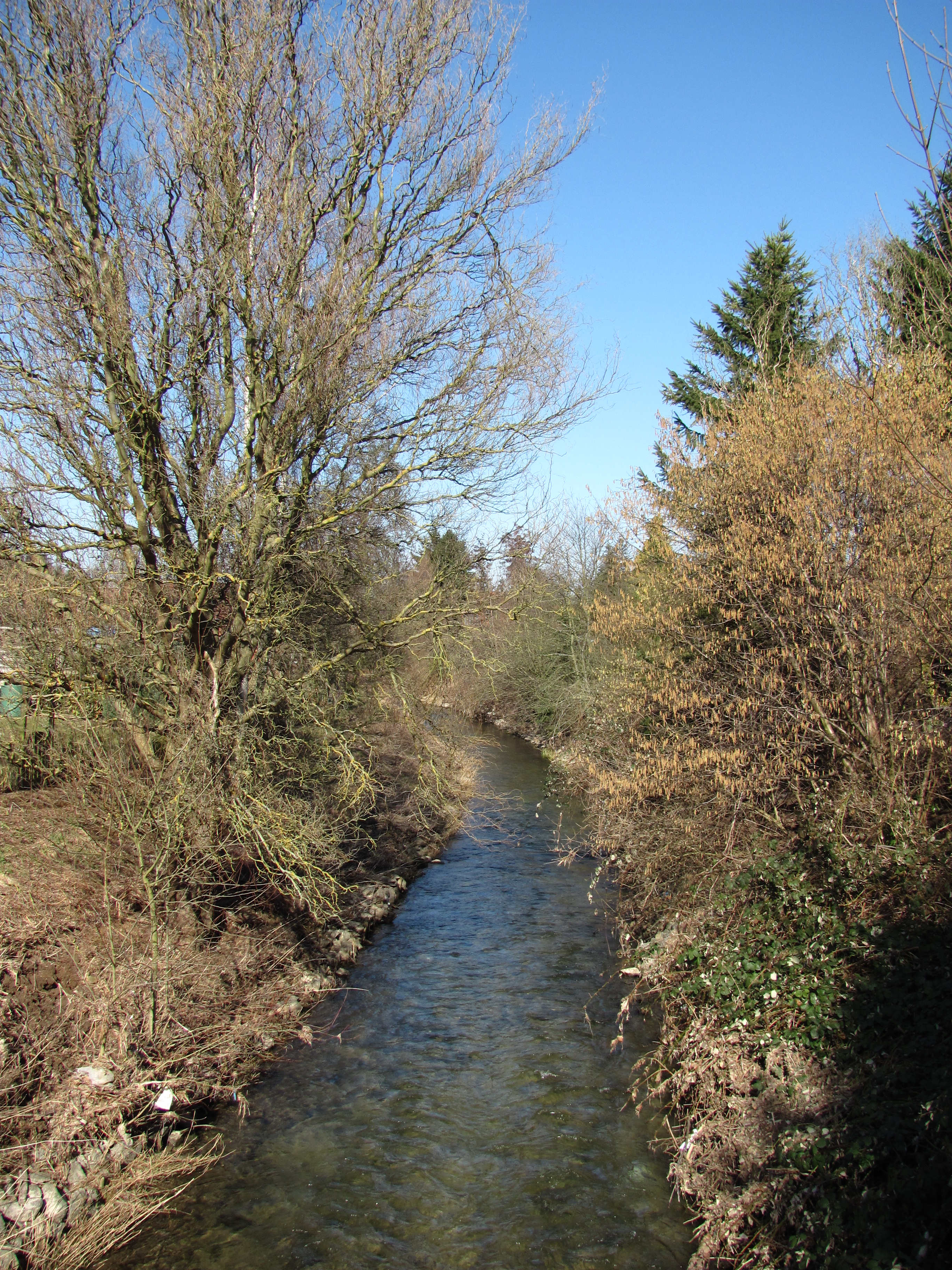
拉默河（因納斯特河支流）

拉默河（德語：Lamme），是德國的河流，位於該國西北部，由下薩克森州負責管轄，屬於因納斯特河的左支流，河道全長22公里，流域面積154平方公里，發源自拉姆施普林格。